# Pseudogobius javanicus
Pseudogobius javanicus är en fiskart som först beskrevs av Bleeker, 1856.  Pseudogobius javanicus ingår i släktet Pseudogobius och familjen smörbultsfiskar. Inga underarter finns listade i Catalogue of Life.